# Meristogenys stigmachilus
Meristogenys stigmachilus es una especie de anfibio anuro de la familia Ranidae.

## Distribución geográfica
Esta especie es endémica del estado de Sabah, en el este de Malasia, en la isla de Borneo. Se encuentra alrededor de 1200 m sobre el nivel del mar en el rango de Crocker.

## Publicación original
- Shimada, Matsui, Yambun & Sudin, 2011 : A taxonomic studuy of Whitehead's torrent frog, Meristogenys whiteheadi, with descriptions of two new species (Amphibia: Ranidae). Zoological Journal of the Linnean Society, vol. 161, n.º 1, p. 157-183.[4]